# دهستان فجر (گنبد کاووس)
دهستان فجر نام دهستانی در بخش مرکزی شهرستان گنبد کاووس، استان گلستان در ایران است. براساس سرشماری مرکز آمار ایران در سال ۱۳۸۵، جمعیت آن ۴۰۶۷۲ نفر (۸۹۳۲ خانوار) بوده‌است. این دهستان شامل روستاهای 
شهید ضادق زاده و پیرحاجی و سمبه مختوم و سازمان مختارزاده می باشد.